# Canadian Pharmacists Association
L'Associazione dei farmacisti canadesi (in inglese: Canadian Pharmacists Association), abbreviata come CPhA, precedentemente nota come Canadian Pharmaceutical Association (Associazio ne farmaceutica canadese), è un'organizzazione che funge da associazione professionale per i farmacisti e gli studenti di farmacia canadesi. Fu fondata nel 1907 a Toronto. Nel 2014 la CPhA adottò un nuovo modello di governance e di adesione, mentre la maggior parte delle associazioni di difesa della professione farmaceutica provinciali (PPA) e alcune associazioni nazionali di farmacisti (NPA) divennero membri organizzativi della CPhA. I loro singoli membri farmacisti e studenti di farmacia divenuti membri della CPhA. Il consiglio di amministrazione della CPhA è composto da rappresentanti nominati da ciascun membro organizzativo ed è responsabile della definizione dell'orientamento generale dell'associazione.
Nel 1923 la CPhA divenne l'editore del Canadian Pharmacists Journal, che sarebbe poi diventato il periodico pubblicato ininterrottamente più antico del Canada. L'APhC produce risorse farmacologiche e terapeutiche basate sull'evidenza clinica per i professionisti sanitari del Canada. L'APhC è anche un fornitore dello sviluppo professionale continuo volto ad aiutare i farmacisti canadesi a esercitare al meglio le loro potenzialità.
L'APhC è finanziata in parte da sponsorizzazioni di aziende farmaceutiche tra cui Johnson & Johnson, Pfizer e Teva Pharmaceuticals.

## Pubblicazioni
Il dipartimento editoriale della CPhA produce le seguenti risorse terapeutiche e sui farmaci:
- Compendium of Pharmaceuticals and Specialties
- Compendium of Therapeutic Choices
- Compendium of Products for Minor Ailments
- Compendium of Therapeutics for Minor Ailments
- RxTx.